# Terone (Eneide)
Terone è un personaggio del decimo libro dell'Eneide.

## Il mito
Enea, giunto in Lazio dopo la caduta della sua città Troia, deve vedersela con la popolazione locale, che gli ha dichiarato guerra. Il guerriero latino Terone, di corporatura massiccia, è la sua prima vittima. Egli muove coraggiosamente contro Enea che è appena sbarcato, ma viene ucciso dalla spada dell'eroe troiano, che gli perfora un fianco nonostante l'armatura di bronzo e una tunica intessuta d'oro. Questi elementi fanno capire che Terone era un aristocratico: da qui la costernazione dei Latini, come poi espressamente dice il poeta.